# 中国人民政治协商会议海南省委员会
中国人民政治协商会议海南省委员会，简称政协海南省委员会或海南省政协，是中国人民政治协商会议在海南省的地方组织，其主要职能是政治协商、民主监督、参政议政。

## 沿革
海南政协组织的历史分为海南行政区时期和海南建省后两个阶段。
1950年5月海南島戰役结束后，中华人民共和国实际控制海南岛。直至1987年9月，海南岛一直归属广东省管辖。根据《中国人民政治协商会议共同纲领》等规定，海南军政委员会于1950年6月开始着手筹备召开海南各界人民代表会议的工作。1950年9月，海南第一届各界人民代表会议第一次会议在琼山县府城召开，10日选出了由冯白驹等31名代表组成的海南各界人民代表会议协商委员会（简称海南协商委员会），作为闭会期间的常设协议机构。其中冯白驹任主席，何浚、云应霖任副主席，李英敏任秘书长。1951年7月，海口召开海南各界人民代表会议第一届二次会议。1952年7月2日的六次全体会议决定于1952年9月中旬召开海南第二届各界人民代表会议。1952年初，中共中央以广东省土地改革“右倾”为理由，展开始第一次反地方主义斗争。冯白驹于10月份调离海南，因此海南第二届各界人民代表会议没有召开。从第一届第二次协商委员会停止履行协商职能直至1984年2月，30多年间海南一直没有成立过海南行政区一级政协组织。
1979年9月，中共广东省委批准成立中国人民政治协商会议海南黎族苗族自治州委员会；1984年2月，批准成立政协海南行政区筹备小组。1988年8月，中国人民政治协商会议海南省第一届委员会第一次会议在海口市召开。会议选举产生中国人民政治协商会议海南省第一届委员会领导班子。中国人民政治协商会议海南省委员会宣告成立。

## 机构设置
专门工作委员会
- 提案委员会
- 社会和法制委员会
- 经济委员会
- 民族和宗教委员会
- 人口资源环境委员会
- 港澳台侨外事委员会
- 教科文卫体委员会
- 文史资料委员会

综合办事机构
- 办公厅
  - 秘书处
  - 组织人事处（老干部处）
  - 委员联络室
  - 行政后勤处
  - 机关党委
  - 机关工会
  - 机关团委
  - 信息中心
  - 书画室
  - 干部培训中心
- 研究室
  - 综合处
  - 信息处
  - 理论处

## 历届委员会

### 第一届
- 任期：1988年8月－1993年1月
- 主席：姚文绪
- 副主席：章锦涛、周铮、王越丰、周松、陈克攻、胡楷、李明天、林鸿藻、陈宏、邹尔康、王辉丰
- 秘书长：黄子桂

### 第二届
- 任期：1993年1月－1998年4月
- 主席：姚文绪（1993年1月－1993年2月）、陈玉益（1993年2月－1998年4月）
- 副主席：王越丰（1991年4月－1996年2月）、周松、胡楷、李明天、林鸿藻、陈宏、王辉丰、林明玉、王家贤（二届四次会议补选）
- 秘书长：林明玉（兼）

### 第三届
- 任期：1998年4月－2003年1月
- 主席：陈玉益
- 副主席：王广宪（三届五次会议补选）、周松、萧策能、李明天、王辉丰、林安彬、伉铁保、符气浩、林栖凤、陈家悦、洪寿祥（三届五次会议补选）
- 秘书长：陈全义

### 第四届
- 任期：2003年1月－2008年1月
- 主席：王广宪
- 副主席：洪寿祥、李明天、吴葵光、王辉丰、林安彬、伉铁保、符气浩、林栖凤、肖若海
- 秘书长：邱国虎

### 第五届
- 任期：2008年1月－2012年2月
- 主席：钟文（2008年1月－2011年2月）、于迅（2011年2月－2012年2月）[4]
- 副主席：张海国、邱德群、张力夫（2008年1月－2011年2月）、赵莉莎、王路、史贻云、陈莉（2010年1月－2012年2月）、王宇田（2010年1月－2012年2月）、王应际（2011年2月－2012年2月）
- 秘书长：李应济

### 第六届
- 任期：2012年2月－2018年1月
- 主席：于迅
- 副主席：陈成（2012年2月－2016年1月）、林方略（2012年2月－2016年9月）、赵莉莎（2012年2月－2017年2月）、史贻云、陈莉、王宇田（2012年2月－2016年4月）、王应际、丁尚清、陈辞（2015年2月－2016年7月）、王勇（2016年1月－2018年1月）、李富林（2017年2月－2018年1月）
- 秘书长：李言静（2012年2月－2017年2月）、王雄（2017年2月－2018年1月）[5]

### 第七届
- 任期：2018年1月－2023年1月[6]
- 主席：毛万春
- 副主席：马勇霞（－2022年1月）、李国梁、史贻云、王勇（－2020年8月）、吴岩峻、陈马林、蒙晓灵、侯茂丰、刘登山（2021年1月－2023年1月）、肖莺子（2022年1月－2023年1月）
- 秘书长：王雄（2018年1月－2020年8月） → 陈超（2021年1月－2023年1月）

### 第八届
- 任期：2023年1月－
- 主席：李荣灿
- 副主席：肖莺子、李国梁、陈马林、蒙晓灵、侯茂丰、袁光平、骆清铭、刘艳玲、杨晓和（2024年1月－）
- 秘书长：罗时祥